# Mister Buddwing
Mister Buddwing (Brasil: A Mulher sem Rosto / Portugal: Mulher sem Cara) é um filme norte-americano de 1966, do gênero drama, dirigido por Delbert Mann e estrelado por James Garner e Jean Simmons.

## Sinopse
Um homem vê-se no Central Park, em Nova Iorque, sem se dar conta de quem é nem de como chegou ali. Tudo que possui é um pedaço de papel amarrotado, que envolve alguns comprimidos, onde consta um número de telefone. Além de boas roupas, ele usa ainda um anel com uma joia quebrada, onde se pode ler as iniciais G. V. O telefone leva-o a uma mulher que diz não conhecê-lo. De sua conversa com ela e de certas associações, ele passa a chamar a si mesmo Sam Buddwing. Conclui que é um doente mental fugido de algum hospício, com base no que viu numa reportagem de jornal, e também em suas roupas e no anel. Porém, a visão de uma jovem morena traz à sua mente a lembrança de uma mulher chamada Grace, com quem se relacionou. Enquanto perambula pela cidade, ele preenche o tempo com diferentes moças, muitas vezes acreditando ter encontrado a própria Grace.

## Premiações
| Patrocinador                                  | Prêmio | Categoria                                                                | Situação |
| --------------------------------------------- | ------ | ------------------------------------------------------------------------ | -------- |
| Academia de Artes e Ciências Cinematográficas | Oscar  | Melhor Direção de Arte (preto e branco) Melhor Figurino (preto e branco) | Indicado |

## Elenco
| Ator/Atriz          | Personagem          |
| ------------------- | ------------------- |
| James Garner        | Mister Buddwing     |
| Jean Simmons        | A loura             |
| Suzanne Pleshette   | Fiddle              |
| Angela Lansbury     | Gloria              |
| Katharine Ross      | Janet               |
| George Voskovec     | Velho encarquilhado |
| Jack Gilford        | Schwartz            |
| Joe Mantell         | Primeiro taxista    |
| Raymond St. Jacques | Hank                |
| Ken Lynch           | Dan                 |
| Beeson Carroll      | Policial            |
| Billy Halop         | Segundo taxista     |